# NGC 6044
NGC 6044 est une lointaine galaxie lenticulaire située dans la constellation d'Hercule. Sa vitesse par rapport au fond diffus cosmologique est de 10 030 ± 7 km/s, ce qui correspond à une distance de Hubble de 147,9 ± 10,4 Mpc (∼482 millions d'al). NGC 6044 a été découverte par l'astronome américain Lewis Swift en 1886. Cette galaxie a aussi été observée par l'astronome français Guillaume Bigourdan le 8 juin 1888 et elle a été inscrite à l'Index Catalogue sous la cote IC 1172. La base de données Simbad indique de façon erronée que la galaxie IC 1172 est PGC 57157.
À ce jour, deux mesures non basées sur le décalage vers le rouge (redshift) donnent une distance de 149,000 ± 28,284 Mpc (∼486 millions d'al), ce qui est à l'intérieur des valeurs de la distance de Hubble.
NGC 6044 fait partie du superamas d'Hercule. Steinicke utilise la désignation DRCG 34-... pour plusieurs galaxies du superamas d'Hercule. Cette désignation indique que ces galaxies figurent au catalogue des amas galactiques d'Alan Dressler. Le nombre 34 correspond au 34e amas du catalogue, soit Abell 2151, et les chiffres suivant 34 et le tiret indiquent le rang de la galaxie dans la liste.
Pour NGC 6044 la base de données NASA/IPAC utilisent les désignations suivantes : 
- ABELL 2151:[D80] 093  pour le catalogue de Dressler ;
- ABELL 2151:[BO85] 013 pour le l'article de Butcher et Oemler[9] ;
- ABELL 2151:[CBW93] E pour l'article de Colless, Burstein et Wegner[10] ;
- ABELL 2151:[MGT95] 069 pour l'article Maccagni, Garilli et Tarenghi[11] ;
- ABELL 2151:[FBD2002] o01 pour l'article de Fasano, Bettoni et D'Onofrio[12].